# Moatize (distrito)
Moatize é um distrito da província de Tete, em Moçambique, com sede na vila de Moatize. Tem limite, a norte com o distrito de Tsangano, a noroeste e oeste com o distrito de Chiuta, a sudoeste com o distrito de Changara e a cidade de Tete, a sul com os distritos de Guro e Tambara da província de Manica, a sudeste com o distrito de Mutarara e a leste com o Malawi.
De acordo com o Censo de 1997, o distrito tinha 109 103 habitantes e uma área de 8879 km², daqui resultando uma densidade populacional de 12,3 habitantes por km².

## Divisão administrativa
O distrito está dividido em três postos administrativos (Kambulatsitsi, Moatize e Zobué), compostos pelas seguintes localidades:
- Posto Administrativo de Kambulatsitsi:
  - Kambulatsitsi
  - Mecungas
- Posto Administrativo de Moatize:
  - Benga
  - Mhpanzo
  - Município de Moatize
  - Msungo
- Posto Administrativo de Zobué:
  - Caphiridzange
  - Nkodeze
  - Zobué

De notar que em 1998 a vila de Moatize foi elevada à categoria de município.

## Economia
O distrito possui gigantescos jazigos de carvão mineral, principalmente a hulha, neste momento ainda não explorados comercialmente mas já concessionados.